# Romantico (Nini Rosso)
Romantico è un album del trombettista italiano Nini Rosso, pubblicato sia dalla Durium (catalogo 40.007) che dalla Sprint (catalogo Spl. A 6004) nel 1966.

## Il disco
L'album racchiude 12 brani, la cui maggior parte è tratta da musiche di autori classici in versione rielaborata da Franco Cassano e Willy Brezza, che si occupano anche degli arrangiamenti e della direzione orchestrale.
Il silenzio – versione leggera del "Silenzio fuori ordinanza" – era già stato pubblicato come traccia d'apertura dell'omonimo album e, prima ancora, come singolo.

## Tracce

### Lato A
1. Nostalgia – 2:39 (musica: tradizionale[3])
2. Stairlight Melody – 2:51 (musica: tradizionale[3])
3. Sogno (dalle Scene infantili) – 2:44 (musica: Robert Schumann[3])
4. Arlecchinata (dal film Luci della ribalta) – 2:26 (musica: Charlie Chaplin)
5. Canzone di Solveig (dalla suite Peer Gynt, op. 55) – 2:27 (musica: Edvard Grieg[3])
6. Il silenzio – 3:03 (musica: tradizionale[3])

Durata totale: 16:10

### Lato B
1. Allegro non troppo e molto maestoso (dal Concerto in Si Bemolle Minore) – 2:07 (musica: Pëtr Il'ič Čajkovskij[3])
2. Canto armeno – 2:42 (musica: Ross Bagdasarian[3])
3. Serenata (dal Canto del Cigno) – 2:01 (musica: Franz Schubert[3])
4. Tu che mi hai preso il cuor (dall'opera Il paese del sorriso) – 2:50 (musica: Franz Lehár)
5. Serenata (da I milioni di Arlecchino) – 2:44 (musica: Riccardo Drigo)
6. Notturno op. 9 n. 2 – 2:46 (musica: Fryderyk Chopin[3])

Durata totale: 15:10